# Regione a statuto speciale

In rosso le regioni a statuto speciale

Una regione a statuto speciale è una regione italiana dotata di uno statuto speciale approvato dal Parlamento con legge costituzionale ai sensi dell'art. 116 della Costituzione della Repubblica Italiana.

## Storia
L'esigenza di concedere particolari forme di autonomia ad alcuni territori si venne a creare immediatamente dopo la fine della seconda guerra mondiale. Con il decreto-legge nº 21 del 27 gennaio 1944 e con il d.l. nº 91 del 18 marzo 1944 furono create le figure rispettivamente dell'Alto commissario per la Sardegna e dell'Alto commissario per la Sicilia; queste figure furono coadiuvate da una Giunta consultiva (istituita con d.l. nº 90 del 16 marzo 1944 per la Sardegna, e con il sopracitato d.l. 91/1944 per la Sicilia) e quindi da una Consulta regionale rappresentativa dei partiti e dei sindacati regionali (istituita per la Sicilia con decreto legislativo luogotenenziale nº 416 del 28 dicembre 1944 e per la Sardegna con d. lgs. lgt. nº 417 dello stesso giorno).
La Sicilia ebbe il suo statuto speciale con r.d.lgs. 455, 15 maggio 1946, dunque prima dello stesso referendum istituzionale del 2 giugno 1946 oltre che della Costituzione della Repubblica. Il 5 settembre 1946, nell'ambito della Conferenza di pace di Parigi, venne firmato l'Accordo De Gasperi-Gruber, che prevedeva la concessione alle province di Trento e Bolzano di un «potere legislativo ed esecutivo regionale autonomo».
Entrò inoltre in vigore anche il d.lgs.lgt. nº 545, 7 settembre 1945 che costituiva la Circoscrizione autonoma della Valle d'Aosta.
Le autonomie speciali così concesse furono coperte dall'art. 116 della nuova Costituzione italiana, entrata in vigore il 1º gennaio 1948. La XVII disposizione transitoria e finale della Costituzione previde che l'Assemblea Costituente avrebbe dovuto decidere in materia di statuti regionali speciali (oltre che di legge elettorale del Senato della Repubblica e legge sulla stampa) entro il 31 gennaio 1948: in virtù di questa previsione, il 26 febbraio 1948 vennero approvate le leggi costituzionali contenenti gli statuti in questione, in deroga al procedimento ordinario di approvazione di una legge costituzionale previsto dall'art. 138 della Costituzione stessa, per la. Sicilia, Sardegna, la Valle d'Aosta ed il Trentino Alto-Adige.
L'ultima regione ad autonomia speciale ad essere costituita fu il Friuli Venezia Giulia, la cui determinazione dei confini fu resa delicata dalla loro rilevante importanza geopolitica nell'ambito della guerra fredda, in quanto, fino alla rottura di Tito con l'Unione Sovietica, vi correva la divisione tra il blocco occidentale e quello socialista. Lo statuto della regione Friuli Venezia Giulia fu approvato nel gennaio 1963.
Nel corso degli anni gli statuti sono stati integrati e modificati con diverse leggi costituzionali.

## Le regioni
Tali Regioni sono attualmente cinque:
- Regione Siciliana (regio decreto legislativo nº 455 del 15 maggio 1946, convertito nella legge costituzionale nº 2 del 26 febbraio 1948)[3]
- Regione autonoma della Sardegna (legge costituzionale nº 3 del 26 febbraio 1948)[4]
- Regione autonoma Valle d'Aosta (legge costituzionale nº 4 del 26 febbraio 1948)[5]
- Regione autonoma Trentino-Alto Adige (legge costituzionale nº 5 del 26 febbraio 1948).[6]
- Regione autonoma Friuli-Venezia Giulia (legge costituzionale nº 1 del 31 gennaio 1963)

## Forme e condizioni particolari di autonomia

### Statuto speciale e leggi statutarie
Le particolari forme e condizioni di autonomia di una Regione a statuto speciale sono fissate dallo Statuto regionale. Lo Statuto regionale di una Regione a statuto speciale è detto statuto speciale e disciplina le competenze esclusive concesse alla Regione.
La principale differenza tra lo statuto speciale e lo Statuto regionale di una Regione a statuto ordinario, detto invece statuto di diritto comune, è che mentre lo statuto ordinario è adottato e modificato con legge regionale, lo statuto speciale è adottato con legge costituzionale, così come ogni sua modifica. Le leggi costituzionali nnº 1/1999 e 3/2001 hanno accresciuto l'autonomia e i poteri delle regioni a statuto ordinario, soprattutto per un aumento delle materie con competenza concorrente tra Stato e Regione, tanto che si parla di una riduzione (relativa) dell'autonomia delle regioni a statuto speciale.
La l. cost. 2/2001, per ovviare a questo inconveniente, ha previsto la possibilità per le Regioni a Statuto speciale di adottare leggi statutarie (o "di governo"). Questa categoria di atti si differenzia da una normale legge regionale, perché:
- necessita di una sola approvazione a maggioranza assoluta del Consiglio regionale;
- è sottoponibile a referendum confermativo preventivo su richiesta entro 3 mesi dalla pubblicazione (notiziale) da parte di 1/5 dei consiglieri regionali o di 50.000 iscritti agli albi elettorali regionali;
- è sottoponibile a controllo preventivo di costituzionalità su richiesta entro 30 giorni dalla pubblicazione (notiziale) da parte del Governo.

Tuttavia la legge statutaria si differenzia anche dallo Statuto regionale ordinario, che necessita di doppia deliberazione (a maggioranza assoluta), ed inoltre abbraccia un ambito oggettivo di disciplina non perfettamente coincidente: la Regione o la Provincia di diritto differenziato infatti può regolare con legge statutaria la materia elettorale, la forma di governo, l'iniziativa legislativa popolare ed il referendum, ma non può porre norme di principio analoghe alle norme programmatiche statutarie degli Statuti ordinari.
I principi stabiliti negli statuti speciali vengono definiti da una commissione paritetica Stato-Regione con i decreti legislativi di attuazione, che si differenziano dalla figura generale dei decreti legislativi ex art. 76 perché non necessitano di apposita legge di delega.

### Competenze

#### Autonomia legislativa
Nelle regioni a statuto speciale vengono previsti tre tipi di potestà legislativa:
- potestà esclusiva, che è la più caratteristica
- potestà legislativa concorrente, che incontra gli stessi limiti per quanto concerne le competenze delle Regioni ordinarie, ma differisce da queste per le materie elencate;
- potestà integrativa e attuativa che permette alle Regioni di creare norme su determinate materie, che possano adeguare la legislazione statale alle esigenze regionali, evitando, dunque, la competenza delle Regioni e riservando le materie residuali allo Stato.

#### Autonomia amministrativa
Per le Regioni a statuto speciale e le Province autonome continua a valere, anche dopo la riforma del Titolo V, il cosiddetto "parallelismo delle funzioni", per cui la Regione ha la competenza amministrativa nelle materie in cui esercita la potestà legislativa, in forza dello Statuto ma anche della clausola di equiparazione ex art. 10 l. cost. 3/2001. Pertanto la competenza amministrativa generale non è attribuita ai Comuni, come invece accade nelle Regioni a Statuto ordinario in virtù del nuovo art. 118 comma 1 della Costituzione, ma continua a valere il modello della "amministrazione indiretta necessaria" secondo il modello del vecchio art. 1183, ovvero della delega di esercizio agli enti locali da parte delle Regioni.
La legge di attuazione della riforma del Titolo V, legge 131/2001 (cosiddetta "legge La Loggia") prevede espressamente all'articolo 11 comma 2 il trasferimento delle competenze amministrative "ulteriori" riconosciute ex art. 10 l. cost. 3/2001 da parte dello Stato alle Regioni a mezzo di decreti legislativi di attuazione. Benché parte della dottrina sostenesse che queste competenze spettassero ai Comuni, per equiparazione alla nuova disciplina di diritto comune, la Corte costituzionale con sentenza n° 314 del 2003 ha approvato questa procedura, affermando la sopravvivenza del parallelismo delle funzioni nelle Regioni e Province a Statuto speciale.

#### Autonomia finanziaria
Le cinque Regioni a regime differenziato hanno sempre goduto di particolari privilegi di finanza regionale, che hanno spesso determinato il tentativo di "migrazione" verso la Regione speciale di Comuni di confine delle Regioni ordinarie (emblematico il caso di Cortina d'Ampezzo, Livinallongo del Col di Lana, Colle Santa Lucia e Sappada). Del resto nel 2000 la spesa media pro capite di un ente a Statuto speciale era praticamente il doppio di quella di un ente ad autonomia ordinaria (3257 euro contro 1852 euro).
Le Regioni e Province ad autonomia speciale hanno sempre goduto della possibilità di istituire con legge tributi propri, possibilità prevista ma di fatto negata, prima della riforma del Titolo V, alle altre Regioni; inoltre la percentuale di compartecipazione ai tributi erariali era molto più alta di quella delle Regioni di diritto comune, oscillando tra il 5% ed il 100%. In Sicilia addirittura l'intero gettito dei tributi erariali spetta alla Regione, ed è lo Stato a compartecipare.
Attualmente, in seguito alle riforme del 2001, la differenza tra Regioni speciali ed ordinarie si è attenuata anche in questo campo. Intanto la normativa di attuazione del nuovo art. 119 della Costituzione, legge 42/2009, prevede che la ulteriore disciplina di coordinamento della finanza regionale (e provinciale) per le autonomie speciale deve essere individuata da decreti legislativi di attuazione, fonti speciali alla cui formazione partecipa una Commissione paritetica Stato-autonomia speciale.